# Đội tuyển bóng đá nữ quốc gia Philippines
Đội tuyển bóng đá nữ quốc gia Philippines đại diện cho Philippines trong môn bóng đá nữ quốc tế. Đội được quản lý bởi Liên đoàn bóng đá Philippines (PFF), cơ quan quản lý bóng đá của nước này.
Đội tuyển bóng đá nữ quốc gia Philippines ra đời vào những năm 1980. Philippines đã tham dự giải Cúp bóng đá châu Á, lần đầu tiên tham dự vào năm 1981 khi giải đấu này vẫn được gọi là Giải vô địch bóng đá nữ châu Á. Philippines đăng cai giải đấu vào năm 1999 tại Iloilo và Bacolod. Đội đã không vượt qua giải đấu châu lục sau khi tham gia vào năm 2003 thông qua vòng loại ra đời trong giải đấu năm 2006. Họ trở lại Cúp bóng đá nữ Châu Á năm 2018 sau khi vượt qua vòng loại vào năm 2017. Trong lần lặp lại giải đấu đó, họ đã vượt qua vòng bảng lần đầu tiên trong lịch sử tham dự Asian Cup. Philippines đã thành công ở giải đấu năm 2022 khi tiến tới bán kết và đủ điều kiện tham dự Giải vô địch bóng đá nữ thế giới 2023. Đây sẽ là lần đầu tiên họ tham dự giải đấu FIFA World Cup nữ trong lịch sử 42 năm của họ. Tại giải năm đó, đội chỉ có được một trận thắng trước New Zealand và thua 2 trận trước Thụy Sĩ và Na Uy, do đó dừng bước ở vòng bảng.
Huấn luyện viên trưởng của đội kể từ tháng 10 năm 2021 là Alen Stajcic và đội hiện đang đứng thứ 53 trong bảng xếp hạng FIFA dành cho nữ tính đến tháng 8 năm 2022, thứ hạng cao nhất từ trước đến nay của họ.

## Lịch sử

### Những năm đầu
Đội tuyển bóng đá nữ quốc gia Philippines được thành lập trong bối cảnh Hiệp hội bóng đá nữ Philippines (PLFA) được thành lập vào năm 1980 bởi cầu thủ bóng đá Cristina Ramos, người sau này trở thành thành viên của đội. Philippines đã tham dự Giải vô địch bóng đá nữ châu Á 1983 tại Thái Lan mặc dù giải đấu vào thời điểm đó không bị FIFA hoặc Liên đoàn bóng đá châu Á (AFC) trừng phạt. Để Philippines đủ điều kiện tham gia các giải đấu của FIFA, PLFA và nói rộng ra, đội tuyển quốc gia nữ sẽ phải là đơn vị trực thuộc PFF, hiệp hội thể thao quốc gia của Philippines về bóng đá. PLFA sau đó trở thành một phần của PFF.
Philippines là một trong những đội đã tranh tài tại Bóng đá tại Đại hội thể thao Đông Nam Á 1985 tại Thái Lan, đại hội thể thao đầu tiên giới thiệu môn bóng đá nữ. Đội đã giành được huy chương đồng tại giải đấu. Tuy nhiên, sự kiện bóng đá của giải đấu chỉ có sự tranh chấp của hai đội tuyển khác là Thái Lan và Singapore, trong đó Philippines không thắng nổi một trận nào.

## Đội hình

### Đội hình hiện tại
- Cập nhật lần cuối vào ngày 30 tháng 7 năm 2023

| Số | VT | Cầu thủ                     | Ngày sinh (tuổi)  | Trận | Bàn | Câu lạc bộ                 |
| -- | -- | --------------------------- | ----------------- | ---- | --- | -------------------------- |
| 1  | TM | Olivia McDaniel             | 14 tháng 10, 1997 | 31   | 0   | So Cal Union               |
| 18 | TM | Kaiya Jota                  | 5 tháng 2, 2006   | 1    | 0   | Stanford Cardinal          |
| 22 | TM | Kiara Fontanilla            | 1 tháng 7, 2000   | 9    | 0   | Central Coast Mariners     |
|    |    |                             |                   |      |     |                            |
| 2  | HV | Malea Cesar                 | 9 tháng 12, 2003  | 30   | 1   | Blacktown City             |
| 3  | HV | Jessika Cowart              | 30 tháng 10, 1999 | 21   | 2   | Kalmar                     |
| 5  | HV | Hali Long (vice-captain)    | 21 tháng 1, 1995  | 76   | 18  | Kaya–Iloilo                |
| 13 | HV | Angela Beard                | 16 tháng 8, 1997  | 3    | 0   | Western United             |
| 16 | HV | Sofia Harrison              | 16 tháng 2, 1999  | 37   | 3   | Unattached                 |
| 17 | HV | Alicia Barker               | 22 tháng 5, 1998  | 13   | 0   | Pacific Northwest          |
| 19 | HV | Dominique Randle            | 10 tháng 12, 1994 | 27   | 1   | Þór/KA                     |
| 23 | HV | Reina Bonta                 | 17 tháng 4, 1999  | 11   | 0   | Santos                     |
|    |    |                             |                   |      |     |                            |
| 4  | TV | Jaclyn Sawicki              | 14 tháng 11, 1992 | 23   | 0   | Western United             |
| 6  | TV | Tahnai Annis (captain)      | 20 tháng 6, 1989  | 38   | 14  | Þór/KA                     |
| 8  | TV | Sara Eggesvik               | 29 tháng 4, 1997  | 24   | 3   | KIL/Hemne                  |
| 11 | TV | Anicka Castañeda            | 16 tháng 12, 1999 | 38   | 11  | Mt Druitt Town Rangers     |
| 12 | TV | Ryley Bugay                 | 23 tháng 1, 1996  | 23   | 0   | Unattached                 |
| 14 | TV | Meryll Serrano              | 20 tháng 7, 1997  | 10   | 4   | Stabæk                     |
| 20 | TV | Quinley Quezada             | 7 tháng 4, 1997   | 51   | 22  | Red Star Belgrade          |
|    |    |                             |                   |      |     |                            |
| 7  | TĐ | Sarina Bolden (3rd captain) | 30 tháng 6, 1996  | 39   | 22  | Western Sydney Wanderers   |
| 9  | TĐ | Isabella Flanigan           | 22 tháng 2, 2005  | 30   | 3   | West Virginia Mountaineers |
| 10 | TĐ | Chandler McDaniel           | 4 tháng 2, 1998   | 15   | 5   | So Cal Union               |
| 15 | TĐ | Carleigh Frilles            | 11 tháng 4, 2002  | 37   | 12  | Blacktown Spartans         |
| 21 | TĐ | Katrina Guillou             | 19 tháng 12, 1993 | 27   | 10  | Piteå                      |

## Thống kê các giải đấu

### Giải vô địch bóng đá nữ thế giới
| Giải vô địch bóng đá nữ thế giới | Giải vô địch bóng đá nữ thế giới | Giải vô địch bóng đá nữ thế giới | Giải vô địch bóng đá nữ thế giới | Giải vô địch bóng đá nữ thế giới | Giải vô địch bóng đá nữ thế giới | Giải vô địch bóng đá nữ thế giới | Giải vô địch bóng đá nữ thế giới | Giải vô địch bóng đá nữ thế giới |
| Năm                              | Kết quả                          | St                               | T                                | H                                | B                                | Bt                               | Bb                               | Hs                               |
| -------------------------------- | -------------------------------- | -------------------------------- | -------------------------------- | -------------------------------- | -------------------------------- | -------------------------------- | -------------------------------- | -------------------------------- |
| 1991                             | Không tham dự                    | Không tham dự                    | Không tham dự                    | Không tham dự                    | Không tham dự                    | Không tham dự                    | Không tham dự                    | Không tham dự                    |
| 1995                             | Không vượt qua vòng loại         | Không vượt qua vòng loại         | Không vượt qua vòng loại         | Không vượt qua vòng loại         | Không vượt qua vòng loại         | Không vượt qua vòng loại         | Không vượt qua vòng loại         | Không vượt qua vòng loại         |
| 1999                             | Không vượt qua vòng loại         | Không vượt qua vòng loại         | Không vượt qua vòng loại         | Không vượt qua vòng loại         | Không vượt qua vòng loại         | Không vượt qua vòng loại         | Không vượt qua vòng loại         | Không vượt qua vòng loại         |
| 2003                             | Không vượt qua vòng loại         | Không vượt qua vòng loại         | Không vượt qua vòng loại         | Không vượt qua vòng loại         | Không vượt qua vòng loại         | Không vượt qua vòng loại         | Không vượt qua vòng loại         | Không vượt qua vòng loại         |
| 2007                             | Không vượt qua vòng loại         | Không vượt qua vòng loại         | Không vượt qua vòng loại         | Không vượt qua vòng loại         | Không vượt qua vòng loại         | Không vượt qua vòng loại         | Không vượt qua vòng loại         | Không vượt qua vòng loại         |
| 2011                             | Không tham dự                    | Không tham dự                    | Không tham dự                    | Không tham dự                    | Không tham dự                    | Không tham dự                    | Không tham dự                    | Không tham dự                    |
| 2015                             | Không vượt qua vòng loại         | Không vượt qua vòng loại         | Không vượt qua vòng loại         | Không vượt qua vòng loại         | Không vượt qua vòng loại         | Không vượt qua vòng loại         | Không vượt qua vòng loại         | Không vượt qua vòng loại         |
| 2019                             | Không vượt qua vòng loại         | Không vượt qua vòng loại         | Không vượt qua vòng loại         | Không vượt qua vòng loại         | Không vượt qua vòng loại         | Không vượt qua vòng loại         | Không vượt qua vòng loại         | Không vượt qua vòng loại         |
| 2023                             | Vòng bảng                        | 3                                | 1                                | 0                                | 2                                | 1                                | 8                                | –7                               |
| 2027                             | Chưa xác định                    | Chưa xác định                    | Chưa xác định                    | Chưa xác định                    | Chưa xác định                    | Chưa xác định                    | Chưa xác định                    | Chưa xác định                    |
| Tổng cộng                        | 1/9                              | 3                                | 1                                | 0                                | 2                                | 1                                | 8                                | –7                               |

### Thế vận hội Mùa hè
| Thế vận hội Mùa hè | Thế vận hội Mùa hè       | Thế vận hội Mùa hè       | Thế vận hội Mùa hè       | Thế vận hội Mùa hè       | Thế vận hội Mùa hè       | Thế vận hội Mùa hè       | Thế vận hội Mùa hè       | Thế vận hội Mùa hè       | Thế vận hội Mùa hè       |
| Năm                | Kết quả                  | Xếp hạng                 | ST                       | T                        | H*                       | B                        | BT                       | BB                       | HS                       |
| ------------------ | ------------------------ | ------------------------ | ------------------------ | ------------------------ | ------------------------ | ------------------------ | ------------------------ | ------------------------ | ------------------------ |
| 1996               | Không vượt qua vòng loại | Không vượt qua vòng loại | Không vượt qua vòng loại | Không vượt qua vòng loại | Không vượt qua vòng loại | Không vượt qua vòng loại | Không vượt qua vòng loại | Không vượt qua vòng loại | Không vượt qua vòng loại |
| 2000               | Không vượt qua vòng loại | Không vượt qua vòng loại | Không vượt qua vòng loại | Không vượt qua vòng loại | Không vượt qua vòng loại | Không vượt qua vòng loại | Không vượt qua vòng loại | Không vượt qua vòng loại | Không vượt qua vòng loại |
| 2004               | Không tham dự            | Không tham dự            | Không tham dự            | Không tham dự            | Không tham dự            | Không tham dự            | Không tham dự            | Không tham dự            | Không tham dự            |
| 2008               | Không tham dự            | Không tham dự            | Không tham dự            | Không tham dự            | Không tham dự            | Không tham dự            | Không tham dự            | Không tham dự            | Không tham dự            |
| 2012               | Không tham dự            | Không tham dự            | Không tham dự            | Không tham dự            | Không tham dự            | Không tham dự            | Không tham dự            | Không tham dự            | Không tham dự            |
| 2016               | Không tham dự            | Không tham dự            | Không tham dự            | Không tham dự            | Không tham dự            | Không tham dự            | Không tham dự            | Không tham dự            | Không tham dự            |
| 2020               | Không vượt qua vòng loại | Không vượt qua vòng loại | Không vượt qua vòng loại | Không vượt qua vòng loại | Không vượt qua vòng loại | Không vượt qua vòng loại | Không vượt qua vòng loại | Không vượt qua vòng loại | Không vượt qua vòng loại |
| 2024               | Không vượt qua vòng loại | Không vượt qua vòng loại | Không vượt qua vòng loại | Không vượt qua vòng loại | Không vượt qua vòng loại | Không vượt qua vòng loại | Không vượt qua vòng loại | Không vượt qua vòng loại | Không vượt qua vòng loại |
| 2028               | Chưa xác định            | Chưa xác định            | Chưa xác định            | Chưa xác định            | Chưa xác định            | Chưa xác định            | Chưa xác định            | Chưa xác định            | Chưa xác định            |
| 2032               | Chưa xác định            | Chưa xác định            | Chưa xác định            | Chưa xác định            | Chưa xác định            | Chưa xác định            | Chưa xác định            | Chưa xác định            | Chưa xác định            |
| Tổng cộng          | 0                        | 0                        | 0                        | 0                        | 0                        | 0                        | 0                        | 0                        | 0                        |

### Cúp bóng đá nữ châu Á
| Cúp bóng đá nữ châu Á | Cúp bóng đá nữ châu Á    | Cúp bóng đá nữ châu Á    | Cúp bóng đá nữ châu Á    | Cúp bóng đá nữ châu Á    | Cúp bóng đá nữ châu Á    | Cúp bóng đá nữ châu Á    | Cúp bóng đá nữ châu Á    | Cúp bóng đá nữ châu Á    | Cúp bóng đá nữ châu Á |
| Năm                   | Kết quả                  | ST                       | T                        | H*                       | B                        | BT                       | BB                       | HS                       |                       |
| --------------------- | ------------------------ | ------------------------ | ------------------------ | ------------------------ | ------------------------ | ------------------------ | ------------------------ | ------------------------ | --------------------- |
| 1981                  | Vòng bảng                | 3                        | 0                        | 0                        | 3                        | 1                        | 14                       | −13                      |                       |
| 1983                  | Vòng bảng                | 5                        | 1                        | 0                        | 4                        | 2                        | 16                       | −14                      |                       |
| 1986                  | Không tham dự            | Không tham dự            | Không tham dự            | Không tham dự            | Không tham dự            | Không tham dự            | Không tham dự            | Không tham dự            |                       |
| 1989                  | Không tham dự            | Không tham dự            | Không tham dự            | Không tham dự            | Không tham dự            | Không tham dự            | Không tham dự            | Không tham dự            |                       |
| 1991                  | Không tham dự            | Không tham dự            | Không tham dự            | Không tham dự            | Không tham dự            | Không tham dự            | Không tham dự            | Không tham dự            |                       |
| 1993                  | Vòng bảng                | 3                        | 0                        | 0                        | 3                        | 0                        | 32                       | −32                      |                       |
| 1995                  | Vòng bảng                | 3                        | 0                        | 1                        | 2                        | 0                        | 23                       | −23                      |                       |
| 1997                  | Vòng bảng                | 3                        | 0                        | 0                        | 3                        | 2                        | 32                       | −30                      |                       |
| 1999                  | Vòng bảng                | 4                        | 1                        | 0                        | 3                        | 5                        | 8                        | −3                       |                       |
| 2001                  | Vòng bảng                | 3                        | 0                        | 0                        | 3                        | 1                        | 17                       | −16                      |                       |
| 2003                  | Vòng bảng                | 4                        | 1                        | 0                        | 3                        | 2                        | 26                       | −24                      |                       |
| 2006                  | Không vượt qua vòng loại | Không vượt qua vòng loại | Không vượt qua vòng loại | Không vượt qua vòng loại | Không vượt qua vòng loại | Không vượt qua vòng loại | Không vượt qua vòng loại | Không vượt qua vòng loại |                       |
| 2008                  | Không vượt qua vòng loại | Không vượt qua vòng loại | Không vượt qua vòng loại | Không vượt qua vòng loại | Không vượt qua vòng loại | Không vượt qua vòng loại | Không vượt qua vòng loại | Không vượt qua vòng loại |                       |
| 2010                  | Không tham dự            | Không tham dự            | Không tham dự            | Không tham dự            | Không tham dự            | Không tham dự            | Không tham dự            | Không tham dự            |                       |
| 2014                  | Không vượt qua vòng loại | Không vượt qua vòng loại | Không vượt qua vòng loại | Không vượt qua vòng loại | Không vượt qua vòng loại | Không vượt qua vòng loại | Không vượt qua vòng loại | Không vượt qua vòng loại |                       |
| 2018                  | Hạng 6                   | 4                        | 1                        | 0                        | 3                        | 3                        | 12                       | −9                       |                       |
| 2022                  | Bán kết                  | 5                        | 2                        | 1                        | 2                        | 8                        | 7                        | +1                       |                       |
| 2026                  | Vượt qua vòng loại       | Vượt qua vòng loại       | Vượt qua vòng loại       | Vượt qua vòng loại       | Vượt qua vòng loại       | Vượt qua vòng loại       | Vượt qua vòng loại       | Vượt qua vòng loại       |                       |
| Tổng cộng             | 11/17                    | 37                       | 6                        | 2                        | 29                       | 22                       | 187                      | −165                     |                       |

### Á Vận Hội
| Năm       | Kết quả       | ST            | T             | H*            | B             | BT            | BB            | HS            |
| --------- | ------------- | ------------- | ------------- | ------------- | ------------- | ------------- | ------------- | ------------- |
| 1990      | Không tham dự | Không tham dự | Không tham dự | Không tham dự | Không tham dự | Không tham dự | Không tham dự | Không tham dự |
| 1994      | Không tham dự | Không tham dự | Không tham dự | Không tham dự | Không tham dự | Không tham dự | Không tham dự | Không tham dự |
| 1998      | Không tham dự | Không tham dự | Không tham dự | Không tham dự | Không tham dự | Không tham dự | Không tham dự | Không tham dự |
| 2002      | Không tham dự | Không tham dự | Không tham dự | Không tham dự | Không tham dự | Không tham dự | Không tham dự | Không tham dự |
| 2006      | Không tham dự | Không tham dự | Không tham dự | Không tham dự | Không tham dự | Không tham dự | Không tham dự | Không tham dự |
| 2010      | Không tham dự | Không tham dự | Không tham dự | Không tham dự | Không tham dự | Không tham dự | Không tham dự | Không tham dự |
| 2014      | Không tham dự | Không tham dự | Không tham dự | Không tham dự | Không tham dự | Không tham dự | Không tham dự | Không tham dự |
| 2018      | Không tham dự | Không tham dự | Không tham dự | Không tham dự | Không tham dự | Không tham dự | Không tham dự | Không tham dự |
| 2022      | Tứ kết        | 4             | 2             | 0             | 2             | 8             | 14            | –6            |
| 2026      | Chưa xác định | Chưa xác định | Chưa xác định | Chưa xác định | Chưa xác định | Chưa xác định | Chưa xác định | Chưa xác định |
| 2030      | Chưa xác định | Chưa xác định | Chưa xác định | Chưa xác định | Chưa xác định | Chưa xác định | Chưa xác định | Chưa xác định |
| 2034      | Chưa xác định | Chưa xác định | Chưa xác định | Chưa xác định | Chưa xác định | Chưa xác định | Chưa xác định | Chưa xác định |
| Tổng cộng | 1/9           | 4             | 2             | 0             | 2             | 8             | 14            | –6            |

### Giải vô địch bóng đá nữ Đông Nam Á
| Giải vô địch bóng đá nữ Đông Nam Á | Giải vô địch bóng đá nữ Đông Nam Á | Giải vô địch bóng đá nữ Đông Nam Á | Giải vô địch bóng đá nữ Đông Nam Á | Giải vô địch bóng đá nữ Đông Nam Á | Giải vô địch bóng đá nữ Đông Nam Á | Giải vô địch bóng đá nữ Đông Nam Á | Giải vô địch bóng đá nữ Đông Nam Á | Giải vô địch bóng đá nữ Đông Nam Á | Giải vô địch bóng đá nữ Đông Nam Á |
| Năm                                | Kết quả                            | Hạng                               | ST                                 | T                                  | H*                                 | B                                  | BT                                 | BB                                 | HS                                 |
| ---------------------------------- | ---------------------------------- | ---------------------------------- | ---------------------------------- | ---------------------------------- | ---------------------------------- | ---------------------------------- | ---------------------------------- | ---------------------------------- | ---------------------------------- |
| 2004                               | Vòng bảng                          | 6                                  | 3                                  | 1                                  | 0                                  | 2                                  | 2                                  | 7                                  | −5                                 |
| 2006                               | Không tham dự                      | Không tham dự                      | Không tham dự                      | Không tham dự                      | Không tham dự                      | Không tham dự                      | Không tham dự                      | Không tham dự                      | Không tham dự                      |
| 2007                               | Vòng bảng                          | 7                                  | 3                                  | 0                                  | 0                                  | 3                                  | 3                                  | 14                                 | −11                                |
| 2008                               | Vòng bảng                          | 7                                  | 3                                  | 1                                  | 0                                  | 2                                  | 3                                  | 20                                 | −17                                |
| 2011                               | Vòng bảng                          | 6                                  | 3                                  | 0                                  | 1                                  | 2                                  | 3                                  | 9                                  | −6                                 |
| 2012                               | Vòng bảng                          | 5                                  | 3                                  | 1                                  | 0                                  | 2                                  | 9                                  | 9                                  | 0                                  |
| 2013                               | Vòng bảng                          | 6                                  | 4                                  | 2                                  | 0                                  | 2                                  | 15                                 | 11                                 | +4                                 |
| 2015                               | Vòng bảng                          | 5                                  | 3                                  | 1                                  | 0                                  | 2                                  | 4                                  | 8                                  | −4                                 |
| 2016                               | Vòng bảng                          | 6                                  | 3                                  | 1                                  | 0                                  | 2                                  | 2                                  | 8                                  | −6                                 |
| 2018                               | Vòng bảng                          | 6                                  | 4                                  | 1                                  | 1                                  | 2                                  | 6                                  | 12                                 | −6                                 |
| 2019                               | Hạng tư                            | 4                                  | 6                                  | 3                                  | 0                                  | 3                                  | 17                                 | 9                                  | +8                                 |
| 2022                               | Vô địch                            | 1                                  | 7                                  | 6                                  | 0                                  | 1                                  | 23                                 | 2                                  | +21                                |
| 2025                               | Vòng bảng                          | 5                                  | 3                                  | 1                                  | 1                                  | 1                                  | 8                                  | 2                                  | +6                                 |
| Tổng cộng                          | 12/13                              | 1                                  | 45                                 | 18                                 | 3                                  | 24                                 | 95                                 | 111                                | −16                                |